# جون مارتن (منتج تلفزيوني)
جون مارتن هو منتج تلفزيوني كندي، ولد في 1947، وتوفي في 24 فبراير 2006 بسبب سرطان المريء.